# Get It On (T. Rex)
"Get It On", soms ook aangeduid als "Bang a Gong (Get It On)", is een nummer van de Britse band T. Rex. Het nummer werd uitgebracht op hun tweede studioalbum Electric Warrior uit 1971. Op 2 juli van dat jaar werd het nummer eerst in het Vetenigd Koninkrijk, Ierland, de VS en Canada uitgebracht als de eerste single van het album. Op 7 augustus volgde het Europese vasteland en op 21 september Australië, Nieuw-Zeeland en Japan.

## Achtergrond
"Get It On" is geschreven door zanger en gitarist Marc Bolan en geproduceerd door Tony Visconti. Na het succes van de voorgaande single "Hot Love" ging T. Rex op tournee in de Verenigde Staten. Toen zij in maart 1971 in New York waren vroeg Bolan aan drummer Bill Legend om hem te helpen met een drumpatroon dat uiteindelijk zou uitgroeien tot "Get It On". Bolan vertelde later dat hij het schreef omdat hij het Chuck Berry-nummer "Little Queenie" graag wilde opnemen, en dat de riff afkomstig is uit dit nummer. Tijdens de fade-out van "Get It On" is tevens een regel uit dit nummer te horen: "And meanwhile, I'm still thinking". Volgens Visconti was dit niet gepland en improviseerde Bolan dit tijdens de opnames.
"Get It On" is opgenomen in de Trident Studios in Londen. De piano is gespeeld door Rick Wakeman of Blue Weaver, alhoewel het ook mogelijk is dat zij allebei aan de opname hebben deelgenomen. De deelname van Wakeman is wel zeker: hij zei tegen producer Visconti dat het nummer helemaal geen piano nodig had, waarop Bolan vroeg of Wakeman "wel zijn huur wil kunnen betalen". Wakeman nam zijn deel op en verdiende negen pond. De saxofoons op het nummer werden bespeeld door King Crimson-lid Ian McDonald, terwijl voormalig The Turtles-leden Mark Volman en Howard Kaylan te horen zijn als achtergrondzangers.
"Get It On" werd de grootste hit uit de carrière van T. Rex. In thuisland het Vetenigd Koninkrijk stond de plaat vier weken op de nummer 1 positie in de UK Singles Chart; volgens Bolan is de plaat meer dan een miljoen keer verkocht. In Ierland werd eveneens de nummer 1 positie behaald. In de Verenigde Staten werd de plaat uitgebracht onder de naam "Bang a Gong (Get It On)", om verwarring met de  gelijknamige plaat van Chase, dat rond dezelfde tijd een hit was, te voorkomen. De plaat kwam daar tot de 10e positie in de Billboard Hot 100, waarmee het hun enige hit werd die in de bovenste helft van deze lijst terecht kwam. In Canada werd de 12e positie bereikt, Australië de 14e, Duitsland en Zwitserland de 3e en in Noorwegen de 6e positie.
In Nederland werd de plaat op zaterdag 14 augustus 1971 verkozen tot de 92e Alarmschijf van de week op Radio Veronica en werd een radiohit. De plaat bereikte de 15e positie in de Veronica Top 40 op Radio Veronica en de 13e positie in de publieke hitlijst; de Hilversum 3 Top 30 / Daverende Dertig op Hilversum 3.
In België bereikte de plaat de 10e positie in de voorloper van de Vlaamse Ultratop 50, de 6e in de Vlaamse Radio 2 Top 30 en de 16e positie in de Waalse hitlijst.
In de op maandagavond 27 december 1971 uitgezonden aflevering van Top of the Pops op BBC One, playbackte T. Rex de plaat waarbij Elton John achter de piano zat. Dit studio optreden wordt vaak gebruikt als de videoclip van deze plaat.
"Get It On" is gecoverd door een aantal artiesten, waaronder Blondie en door U2 met Elton John. De bekendste cover is afkomstig van de Britse gelegenheidsformatie The Power Station, die het in 1985 uitbrachten op hun studioalbum The Power Station. Voordat zanger Robert Palmer zich bij deze band voegde, hoorde hij dat zij al demo's van het nummer hadden gemaakt. Hij bood aan om het in te zingen, en de band nam uiteindelijk een heel album met Palmer op. Het werd uitgebracht als de tweede single van de band, na "Some Like It Hot", en bereikte respectievelijk de posities 9 en 22 in de Verenigde Staten en thuisland het Verenigd Koninkrijk.
Sinds de allereerste editie in december 1999 stond de plaat van 1999 t/m 2006, van 2008 t/m 2010 en in 2012 genoteerd in de jaarlijkse NPO Radio 2 Top 2000 van de Nederlandse publieke radiozender NPO Radio 2, met als hoogste notering tot nu toe een 1060e positie in 2000.

## Hitnoteringen
Alle hitnoteringen zijn behaald door de originele versie van T. Rex.

### Nederlandse Top 40
| Hitnotering: 21-08-1971 t/m 18-09-1971 | Hitnotering: 21-08-1971 t/m 18-09-1971 | Hitnotering: 21-08-1971 t/m 18-09-1971 | Hitnotering: 21-08-1971 t/m 18-09-1971 | Hitnotering: 21-08-1971 t/m 18-09-1971 | Hitnotering: 21-08-1971 t/m 18-09-1971 | Hitnotering: 21-08-1971 t/m 18-09-1971 |
| Week                                   | 1                                      | 2                                      | 3                                      | 4                                      | 5                                      |                                        |
| -------------------------------------- | -------------------------------------- | -------------------------------------- | -------------------------------------- | -------------------------------------- | -------------------------------------- | -------------------------------------- |
| Nummer                                 | 22                                     | 17                                     | 15                                     | 25                                     | 35                                     | uit                                    |

### Hilversum 3 Top 30 / Daverende Dertig
| Hitnotering: 21-08-1971 t/m 11-09-1971 | Hitnotering: 21-08-1971 t/m 11-09-1971 | Hitnotering: 21-08-1971 t/m 11-09-1971 | Hitnotering: 21-08-1971 t/m 11-09-1971 | Hitnotering: 21-08-1971 t/m 11-09-1971 | Hitnotering: 21-08-1971 t/m 11-09-1971 |
| Week                                   | 1                                      | 2                                      | 3                                      | 4                                      |                                        |
| -------------------------------------- | -------------------------------------- | -------------------------------------- | -------------------------------------- | -------------------------------------- | -------------------------------------- |
| Nummer                                 | 23                                     | 14                                     | 13                                     | 22                                     | uit                                    |

### NPO Radio 2 Top 2000
| Nummer met noteringen in de NPO Radio 2 Top 2000 | '99  | '00  | '01  | '02  | '03  | '04  | '05  | '06  | '07 | '08  | '09  | '10  | '11 | '12  |
| ------------------------------------------------ | ---- | ---- | ---- | ---- | ---- | ---- | ---- | ---- | --- | ---- | ---- | ---- | --- | ---- |
| Get It On                                        | 1339 | 1060 | 1172 | 1224 | 1641 | 1705 | 1527 | 1692 | -   | 1836 | 1885 | 1899 | -   | 1744 |

1. ↑  Een '-' betekent dat het nummer niet was genoteerd en een vetgedrukt getal geeft de hoogste notering aan.
2. ↑  Deze tabel is bijgewerkt tot en met de laatste editie (2024).